# Kaytranada
Louis Kevin Celestin (Puerto Príncipe, Haití, 25 de agosto de 1992), conocido como Kaytranada, es un rapero, discjockey y productor musical haitianocanadiense. Celestin comenzó su carrera bajo el pseudónimo Kaytradamus en 2010. Forma parte del dúo de música hip hop The Celestics.

## Discografía

### Como Kaytranada

#### Álbumes de estudio
- TIMELESS (2024)
- Bubba (2019)
- 99.9% (2016)

#### Recopilaciones
- Instrumental Hip Hop Is Dead (18 de diciembre de 2013)[5]
- Whatever (5 de mayo de 2014)[6]
- Mixmag Cover CD (31 de octubre de 2014)[7]
- 0.001% (22 de septiembre de 2016)[8]

#### Colaboraciones
- The Worst In Me ft. Tinashe
- Need it ft. Masego
- 10% ft. Kali Uchis

#### EP
- Kaytra Todo (25 de febrero de 2013)[9]
- Kaytranada Remix (4 de septiembre de 2013)[10]
- At All/Hilarity Duff (16 de octubre de 2013)[11]
- The ArtScience Remixes (Con Robert Glasper) (21 de abril de 2018)[12]
- Nothin' Like U/Chances (Noviembre 30, 2018)[13]

### Como Kaytradamus
- Kaytra Da Mouse (abril de 2010)[14]
- Teriphikness (1 de diciembre de 2010)[15]
- The Weather Report (23 de agosto de 2010)[16]
- Kayoz (with Munoz) (1 de febrero de 2011)[17]
- Merrymaking Music (28 de junio de 2011)[18]
- Kaytra LaBoom (22 de agosto de 2011)[19]
- Remixes Vol. 1 (1 de enero de 2012)[20]
- Kaytra Nada (26 de febrero de 2012)[21]
- Mockay (with Mr. Mockwell) (17 de marzo de 2012)
- The Good Fight EP (with Krystale) (3 de julio de 2012)[22]
- Kaytrap (12 de julio de 2012)[23]

### Como The Celestics
- Massively Massive (15 de diciembre de 2011)[24]
- Supreme Laziness (20 de mayo de 2014)[25]

## Vida personal
En un artículo publicado en abril de 2016 en la revista The Fader, Kaytranada reveló que es gay.